# Shaquille Thomas
Shaquille Jamar Thomas (Paterson, Nueva Jersey, 25 de marzo de 1992) es un baloncestista estadounidense que pertenece a la plantilla del BC Nuwaidrat de Bahréin. Con 2,01 metros de estatura, juega en la posición de alero. Es sobrino del exjugador de la NBA Tim Thomas.

## Trayectoria deportiva

### Universidad
Jugó cuatro temporadas en los Bearcats de la Universidad de Cincinnati, en las que promedió 5,6 puntos y 2,9 rebotes por partido.

### Profesional
Tras no ser elegido en el Draft de la NBA de 2016, realizó una prueba con los Austin Spurs de la NBA D-League, con quienes finalmente firmó contrato. Pero únicamente disputó minutos en cinco partidos antes de ser despedido en diciembre.
En febrero de 2017 fichó por el Gimnasia y Esgrima de la Liga Nacional de Básquet argentina para reemplazar temporalmente a Juan Fernández Chávez por lesión. Jugó seis partidos, en los quepromedió 4,5 puntos y 2,3 rebotes.
En octubre de 2017 es adquirido por los Memphis Hustle procedente de los Canton Charge, equipo que tenía sus derechos tras haberlo adquirido en el puesto 20 del Draft de la NBA Development League.
El 27 de diciembre de 2021 se anunció su fichaje por parte del Al-Ahli Amman, un equipo de la máxima categoría de Jordania.
Participó de las ediciones de 2022 y 2023 de The Basketball Tournament como miembro del equipo Nasty Natti, el cual reunía a exjugador de los Cincinnati Bearcats.